# Niels Rosenkrantz
Niels Rosenkrantz (9 septembre 1757 à Øyestad, Norvège - 6 janvier 1824 à Copenhague) est un homme d'État, diplomate et premier ministre dano-norvégien.

## Biographie
Il est le fils d'Otto Christian Rosenkrantz et de Karen Johanne Rønning.
Après une courte période de service dans l'armée, Niels Rosenkrantz commence à servir comme diplomate. En 1783, il est nommé ministre danois à La Haye. En 1784, il est nommé ministre danois à Saint-Pétersbourg. Il devient ministre danois en résidence à Varsovie en 1787. Il est chambellan danois et chargé d'affaires à la cour de Russie en 1789. En 1795, il est ambassadeur du Danemark auprès de la cour de Prusse à Berlin. En 1800, il est nommé ambassadeur à la cour de Russie. Cette même année, il devient chevalier de l'Ordre de Dannebrog. En 1801, il reçoit l'ordre du tsar Paul Ier de quitter immédiatement la Russie. Il est réinvité à être l'ambassadeur à la cour russe en 1802-04 après l'assassinat de Paul Ier et l'accession au trône de son successeur, Alexandre Ier de Russie. En 1808, il sert de messager entre le Danemark et l'empereur Napoléon. Il devient agent de la paix en Suède en 1809. En 1810, il recommence à travailler avec les messagers de Bonaparte. Cette même année, il est nommé ministre des Affaires étrangères. En 1811, il devient Chevalier de l'Ordre de l'Éléphant.
Niels Rosenkrantz est né dans une famille pauvre. Cependant, il devient un propriétaire terrien assez prospère lorsque son parent éloigné, le Premier ministre Frederik Christian Rosenkrantz (en), le désigne comme son unique héritier. Il s'installe ensuite dans les domaines de Ryegaard, Egholm, Krabbesholm et Trudsholm en Zélande du Nord, et Barritskov dans le Jutland. En 1791, il épouse la princesse Varvara Alexandrovna Vyazemskaya (1774-1849), la fille cadette du prince Alexander Vyzemsky, procureur général de Catherine II. Il est enterré dans le cimetière de Rye près de son manoir Ryegård à l'ouest de Roskilde.

## Distinctions
- Chevalier de l'ordre de Dannebrog